# Gravataí
Gravataí är en stad och kommun i delstaten Rio Grande do Sul i Brasilien. Den ingår i Porto Alegres storstadsområde och hade år 2014 cirka 270 000 invånare i kommunen.

## Administrativ indelning
Kommunen var 2010 indelad i fem distrikt:
- Barro Vermelho
- Gravataí
- Ipiranga
- Itacolomi
- Morungava